# اوسلیباش
اوسلیباش (انگلیسی: Uslybash) یک شهرک در شهرستان استرلیتاماکسکی استان باشقیرستان کشور روسیه است.